# Амеронген
Амеронген (нід. Amerongen, нід. вимова: [amɛrɔŋə(n)]) — село в нідерландській провінції Утрехт. Входить до муніципалітету Утрехтсе-Гевелрюг.
Його площа становить 29,68 км², а населення станом на 2021 рік складало 6 985 осіб.
До початку 2006 року мало статус окремого муніципалітету.

## Галерея

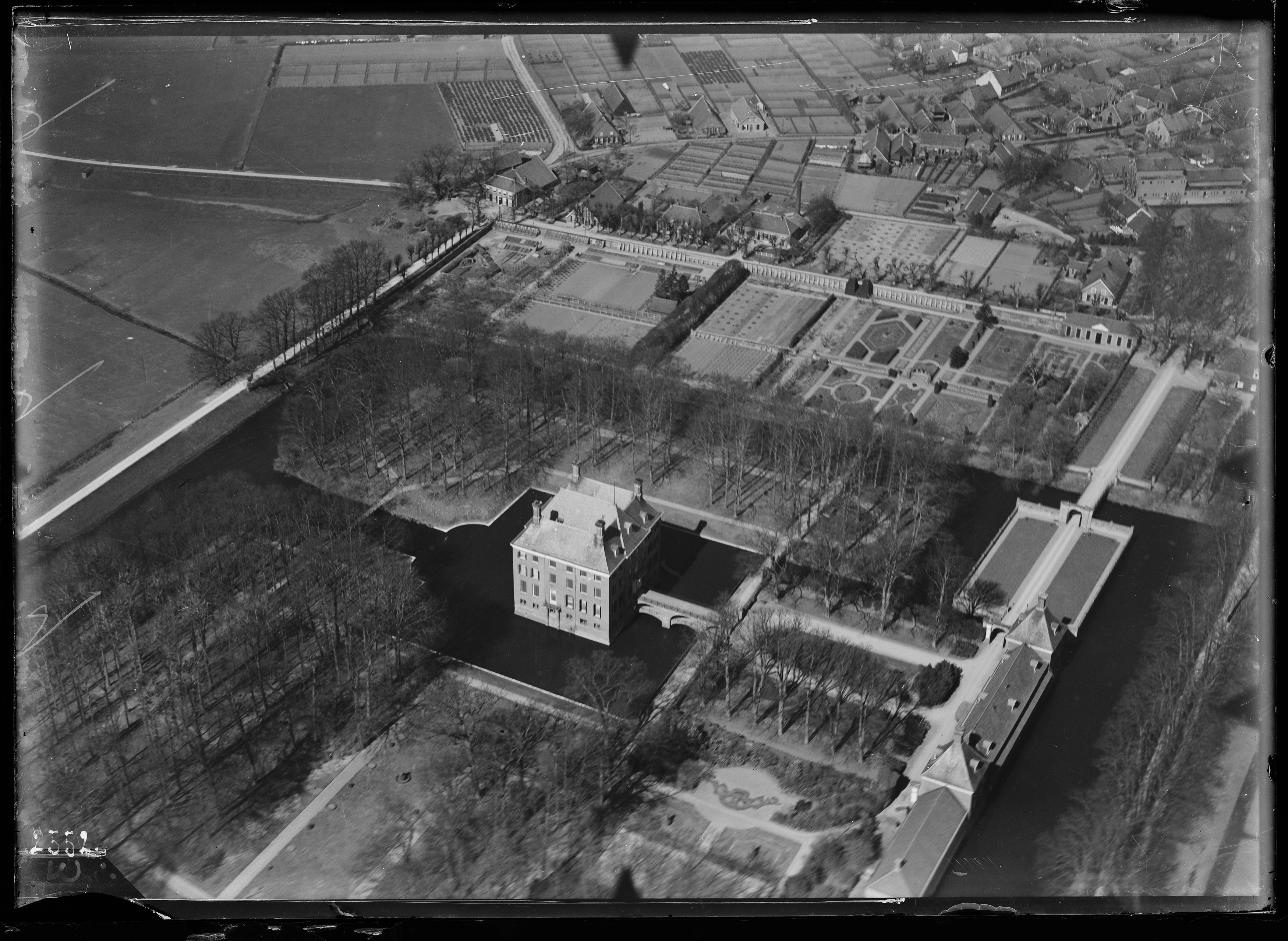
Палац Амеронген (фото першої половини 20 ст.)
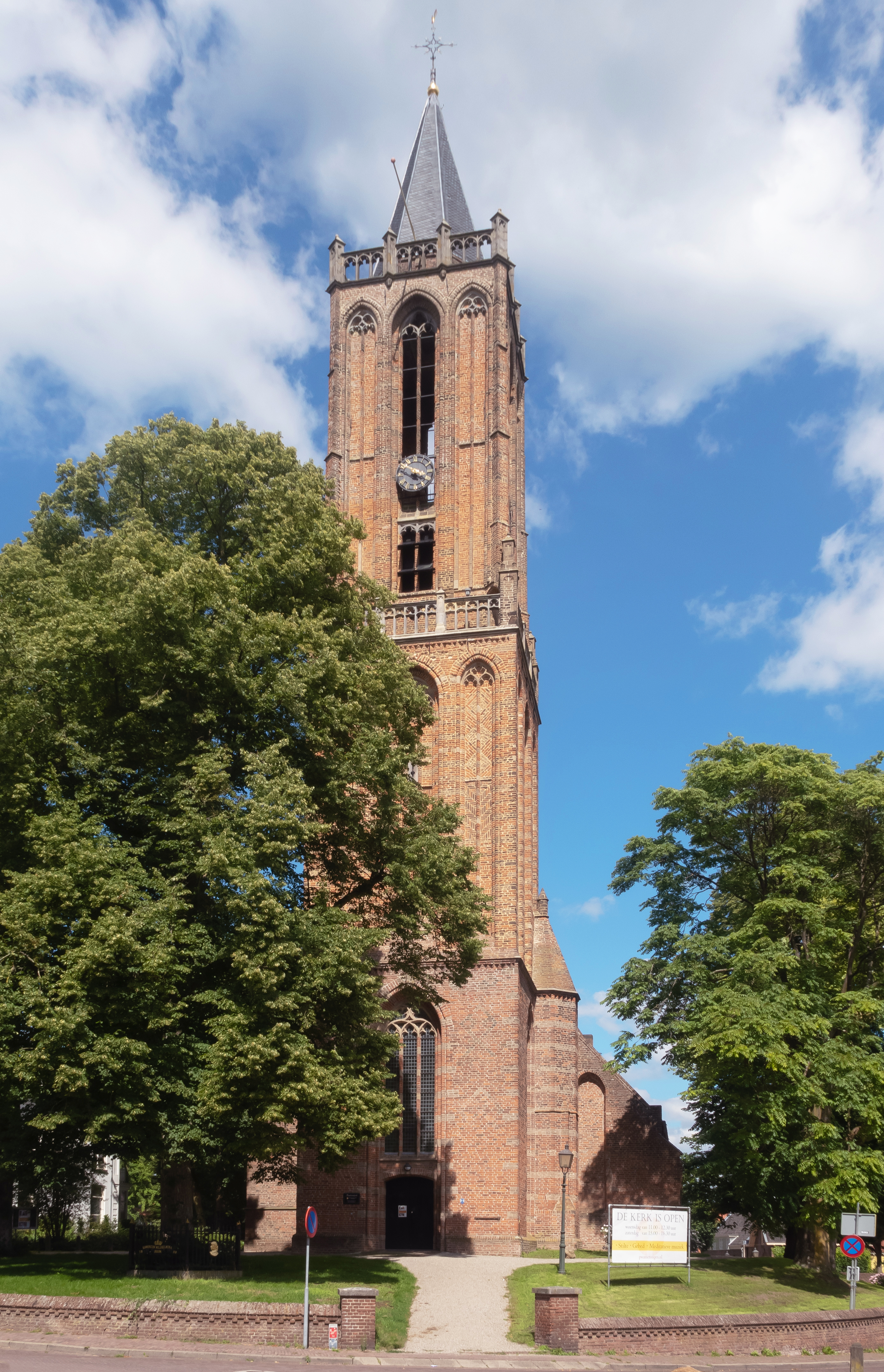
Церква св. Андрія
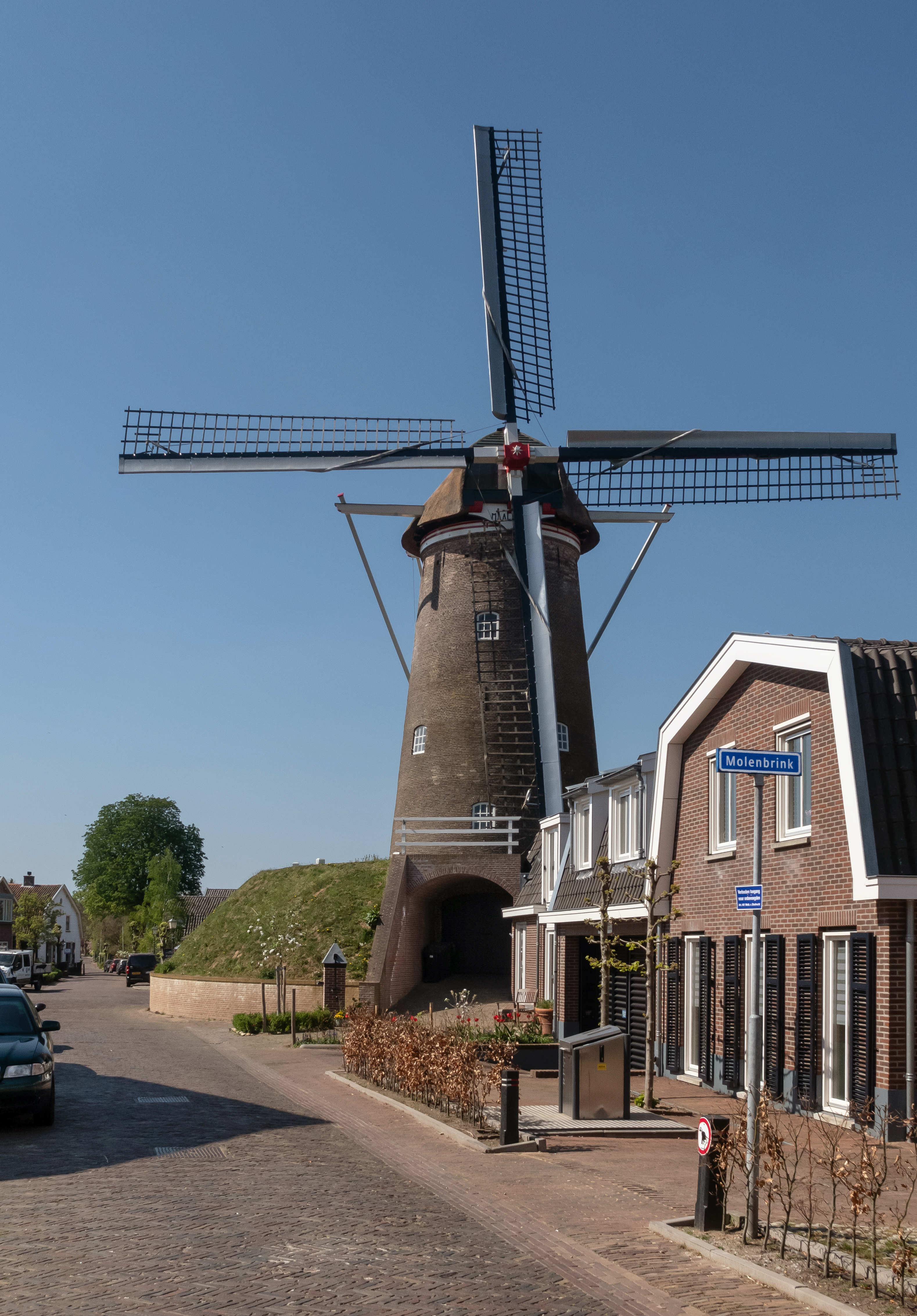
Історичний вітряк у селі
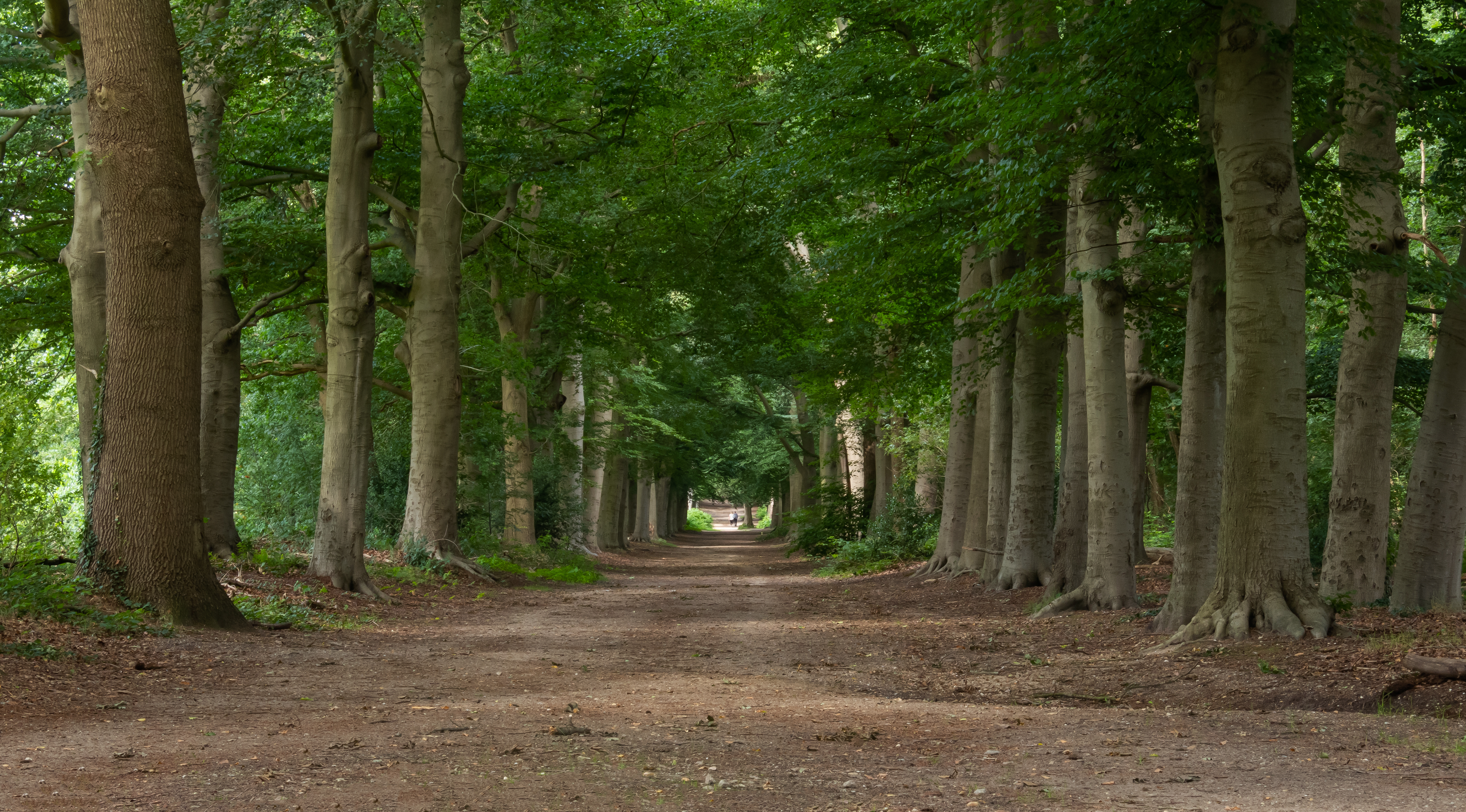
Ліс в межах села